# Кирнбергер, Иоганн Филипп
Иоганн Филипп Ки́рнбергер (нем. Johann Philipp Kirnberger; крещён 24 апреля 1721, Заальфельд — 27 июля 1783, Берлин) — немецкий теоретик музыки, композитор и педагог.
По утверждению Ф. В. Марпурга, Кирнбергер в 1739—41 годах учился в Лейпциге у И. С. Баха, которого считал крупнейшим немецким композитором. Добивался публикации хоральных обработок Баха, о которых в письме лейпцигскому издателю Брейткопфу писал так:

По поводу хоралов Баха числом более 400, которые собрал К. Ф. Э. Бах и многие из которых переписаны его собственной рукой, мне исключительно важно, чтобы эти хоралы, которые ныне находятся в моем распоряжении, сохранились для будущих музыкантов, композиторов и ценителей музыки.
Эта публикация хоралов в четырёх томах под редакцией Кирнбергера (с предисловием, написанным К. Ф. Э. Бахом) была осуществлена после его смерти, в 1784-87 годах.
Собрание баховских хоральных обработок для органа BWV 690-713a ныне известно как «кирнбергерово».
Автор 8 научных и музыкально-педагогических трактатов, а также многих музыкальных статей в знаменитом словаре И. Г. Зульцера «Общая теория изящных искусств». Основной труд Кирнбергера, двухтомный «Kunst des reinen Satzes in der Musik», посвящён технике современной музыкальной композиции. В центре внимания автора гармония и контрапункт; в книге также рассматриваются виды фактуры, типы развёртывания мелодии, основы музыкального метра, обсуждаются проблемы строя и темперации. Разработал 3 темперации, из которых наибольшую известность приобрела третья (так называемая «кирнбергерова»).
Написал 10 флейтовых сонат (наиболее популярна соната es-moll), 10 трио-сонат и другую камерную музыку. Автор ряда сочинений для органа, в том числе прелюдий, вариаций и других обработок хоралов. Среди учеников Кирнбергера, в частности, Даниэль Штейбельт.

## Музыкально-теоретические сочинения и учебые пособия
- Der allezeit fertige Polonoisen- und Menuettencomponist («Композитор, полностью оснащённый для сочинения полонезов и менуэтов»), 1757;
- Construction der gleichschwebenden Temperatur («Построение равномерной темперации»), 1760;
- Kunst des reinen Satzes in der Musik («Искусство чистого сочинения музыки»): т.1 (1771), т.2 (1779);
- Die wahren Grundsätze zum Gebrauch der Harmonie… als ein Zusatz zu der Kunst des reinen Satzes in der Musik («Подлинные основы практической гармонии… дополнение к Искусству чистого сочинения музыки»), 1773;
- Grundsätze des Generalbasses als erste Linien zur Composition («Основы генерал-баса как первые шаги в композиции»), 1781;
- Gedanken über die verschiedenen Lehrarten in der Komposition, als Vorbereitung zur Fugenkenntniss («Мысли о различных методах обучения композиции, как приготовление к усвоению фуги»), 1782;
- Anleitung zur Singkomposition mit Oden in verschiedenen Sylbenmassen begleitet («Вводный курс вокальной композиции, с приложением песен в различных стихотворных размерах»), 1782;
- Methode Sonaten aus’m Ermel zu schüddeln («Как писать сонаты без всякого труда»)[7], 1783;